# Owen Scott
Owen Scott (* 6. Juli 1848 im Effingham County, Illinois; † 21. Dezember 1928 in Decatur, Illinois) war ein US-amerikanischer Politiker. Zwischen 1891 und 1893 vertrat er den Bundesstaat Illinois im US-Repräsentantenhaus.

## Werdegang
Owen Scott besuchte die öffentlichen Schulen seiner Heimat und eine Privatschule in Kinmundy. Danach absolvierte er die State Normal School in Normal. Anschließend arbeitete er als Lehrer. Zwischen 1873 und 1881 war Scott Schulrat im Effingham County. Nach einem gleichzeitigen Jurastudium und seiner 1873 erfolgten Zulassung als Rechtsanwalt begann er in Effingham in diesem Beruf zu praktizieren. Ab 1881 war er auch in der Zeitungsbranche tätig. Er gab damals die Zeitung Effingham Democrat heraus. Gleichzeitig schlug er als Mitglied der Demokratischen Partei eine politische Laufbahn ein. 1882 wurde er Bürgermeister von Effingham; in den Jahren 1883 und 1884 war er juristischer Berater dieser Stadt. 1884 zog er nach Bloomington, wo er weiterhin im Zeitungsgeschäft arbeitete und eine Tages- sowie eine Wochenzeitung herausgab. Zwischen 1885 und 1889 war er stellvertretender Leiter der Bundessteuerbehörde in seiner Heimat. Im Jahr 1888 leitete er den regionalen Parteitag der Demokraten für Illinois.
Bei den Kongresswahlen des Jahres 1890 wurde Scott im 14. Wahlbezirk von Illinois in das US-Repräsentantenhaus in Washington, D.C. gewählt, wo er am 4. März 1891 die Nachfolge von Jonathan H. Rowell antrat. Da er im Jahr 1892 nicht bestätigt wurde, konnte er bis zum 3. März 1893 nur eine Legislaturperiode im Kongress absolvieren. Im Jahr 1899 zog Scott nach Decatur, wo er bis 1904 Manager der Zeitung Decatur Herald war. Danach betätigte er sich bis 1921 in der Versicherungsbranche. Seit 1921 war er Sekretär der Freimaurerloge von Illinois (Secretary of the Masonic Grand Lodge of Illinois). Diesen Posten bekleidete er bis zu seinem Tod am 21. Dezember 1928 in Decatur.